# McKinley Heights (Ohio)
McKinley Heights é um lugar designado pelo censo localizado no condado de Trumbull no estado estadounidense de Ohio. No Censo de 2010 tinha uma população de 1.060 habitantes e uma densidade populacional de 469,88 pessoas por km².

## Geografia
McKinley Heights encontra-se localizado nas coordenadas 41° 11′ 14″ N, 80° 43′ 02″ O. Segundo o Departamento do Censo dos Estados Unidos, McKinley Heights tem uma superfície total de 2.26 km², da qual 2.26 km² correspondem a terra firme e (0%) 0 km² é água.

## Demografia
Segundo o censo de 2010, tinha 1.060 habitantes residindo em McKinley Heights. A densidade populacional era de 469,88 hab./km². Dos 1.060 habitantes, McKinley Heights estava composto pelo 97.36% brancos, 1.23% eram afroamericanos, 0.28% eram amerindios, 0.66% eram asiáticos, 0% eram insulares do Pacífico, 0% eram de outras raças e 0.47% pertenciam a duas ou mais raças. Do total da população 0.28% eram hispanos ou latinos de qualquer raça.